# Tarouca
Tarouca is een kleine stad en gemeente in het Portugese district Viseu.
De gemeente heeft een totale oppervlakte van 100 km2 en telde 8308 inwoners in 2001.

## Kernen
- Dálvares
- Gouviães
- Granja Nova
- Mondim da Beira
- Salzedas
- São João de Tarouca
- Tarouca
- Ucanha
- Várzea da Serra
- Vila Chã da Beira
- Vila Chã do Monte